# Corpo de Fuzileiros
O Corpo de Fuzileiros (CF) MHTE • MHL é uma unidade de Forças Especiais da Marinha Portuguesa, estando vocacionado para a realização de operações anfíbias, executar ou colaborar, com outros agentes do Estado, em Operações de Combate ao Tráfico de Droga, Pirataria Marítima, Contraterrorismo e Crime Organizado, Abordagem em Alto Mar (VBSS), Contraguerrilha, Busca e resgate em combate (CSAR), Reconhecimento Zonas de Desembarque Anfíbio, Ações diretas (Ações de Comandos), reação imediata para proteção e evacuação de cidadãos nacionais em áreas de guerra e de crise, Participar em operações militares, conjuntas e/ou combinadas, integrando Forças nacionais, multinacionais ou NATO/OTAN, na defesa do Território Nacional ou dos interesses Portugueses no estrangeiro.

## História
Os Fuzileiros Navais Portugueses têm origem directa na mais antiga unidade militar permanente de Portugal, o Terço da Armada da Coroa de Portugal, criado em 1618. De notar, no entanto, que já desde 1585 existiam tropas especializadas para guarnecer a artilharia e a fuzilaria nos navios de guerra portugueses. O Terço da Armada foi logo considerado uma unidade de elite, ficando inclusive responsável pela guarda pessoal do Rei de Portugal.
No princípio do século XVIII a força foi reorganizada, ficando estruturada em dois regimentos: o 1º e o 2º Regimentos da Armada. Mais tarde foi acrescentado um Regimento de Artilharia de Marinha.
No final do século XVIII, no reinado de D. Maria I, todos os regimentos da marinha foram fundidos na nova Brigada Real da Marinha, a qual passou a incluir três divisões: Fuzileiros, Artilheiros e Lastradores. Em 1808, quando da ocupação napoleónica de Portugal, a Brigada Real embarcou, na sua maioria, com a Família Real para o Brasil, dando aí origem ao Corpo de Fuzileiros Navais do Brasil.
Em meados do século XIX, dá-se a militarização de todo o pessoal da Armada Portuguesa. Até então os marinheiros não eram militares, só o sendo os Oficiais e os membros da Brigada Real. Com essa militarização é decidido deixar de manter uma unidade permanente de infantaria de marinha, sendo extinta a Brigada Real. A partir dessa data, as forças de infantaria de marinha são organizadas com os marinheiros militares (que passam a receber treino de infantaria) retirados das guarnições dos navios, sempre que existe a necessidade de realizar operações anfíbias. São assim organizados os vários Batalhões e Forças de Marinha que participam nas diversas campanhas coloniais nos sécs. XIX e XX, bem como na Primeira Guerra Mundial.
Em 1924 volta a ser criada uma unidade permanente de infantaria de marinha, a Brigada da Guarda Naval que no entanto é extinta em 1934.
Em 1960 são mandados para Inglaterra quatro militares da Marinha. Um Oficial da Classe de Marinha e três Praças da Classe de Monitores onde frequentam com sucesso o Curso de Comandos dos Royal Marines e regressam a Portugal, iniciando-se então a formação da classe de Fuzileiros, os Fuzileiros foram recriados em 1961 como tropas especiais de contra-guerrilha, correspondendo à necessidade da Marinha Portuguesa de dispor de unidades especialmente adaptadas a este tipo de guerra, que tinha que enfrentar no âmbito da Guerra do Ultramar, iniciada em 1961.  Só volta existir com carácter de permanência a partir de 1961 com o início da Guerra do Ultramar. Nessa altura são criados os Destacamentos de Fuzileiros Especiais (DFE) vocacionados para missões de assalto anfíbio e as Companhias de Fuzileiros Navais (CFN) para patrulhamento e defesa de embarcações e instalações navais. Durante essa guerra e até 1975 mais de 12 555 fuzileiros combatem nos teatros de operações da Guiné, Angola e Moçambique.
Até 1975 não existia um comando unificado dos fuzileiros, sendo que os diversos DAF e CFN estavam dependentes dos vários Comandos Navais e de Defesa Marítima das áreas onde actuavam. 
Nesse ano é criado o Comando do Corpo de Fuzileiros, do qual passaram a estar dependentes todas as unidades de fuzileiros, dando uma autonomia substancial àquela força.
A 15 de Março de 1985 foi agraciado com o grau de Membro-Honorário da Ordem Militar da Torre e Espada, do Valor, Lealdade e Mérito e a 25 de Abril de 1999 com o grau de Membro-Honorário da Ordem da Liberdade.
A 1 de Junho de 2000 o Contingente do Corpo de Fuzileiros (Moçambique) foi feito Membro-Honorário da Ordem do Infante D. Henrique.
Desde 1997 até aos dias de hoje, o Corpo de Fuzileiros atuou em várias operações internacionais (sejam militares ou de apoio humanitário), desde apoio técnico militar aos Países Africanos de Língua Oficial Portuguesa, assim como na Guiné Bissau, Bósnia, República Democrática do Congo, Afeganistão e Lituânia.

## Galeria
|  |  |  |

|  |  |